# Ben Guerir

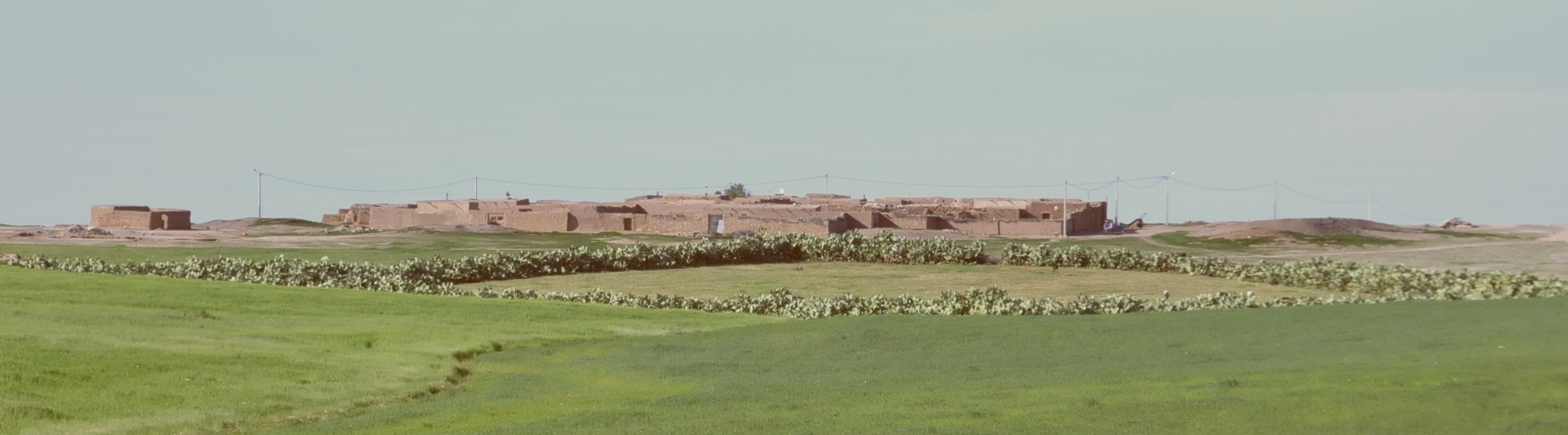
Berberdorf bei Ben Guerir

Ben Guerir (arabisch ابن جرير, Zentralatlas-Tamazight ⴱⴰⵏⴳⵔⵉⵔ Bangrir) ist die etwa 90.000 Einwohner zählende Hauptstadt der Provinz Rehamna in der Region Marrakesch-Safi im Westen Marokkos.

## Lage und Klima
Ben Guerir liegt in einer Höhe von ca. 470 m etwa 140 km (Fahrtstrecke) östlich von Safi bzw. 70 km nördlich von Marrakesch. Die Küstenmetropole Casablanca ist etwa 170 km in nördlicher Richtung entfernt. Das Klima ist gemäßigt bis warm; der eher spärliche Regen (ca. 200–300 mm/Jahr) fällt hauptsächlich im Winterhalbjahr.

## Bevölkerung
| Jahr      | 1982   | 1994   | 2004   | 2014   |
| Einwohner | 22.354 | 47.080 | 62.872 | 88.626 |

Der Großteil der in der Landwirtschaft sowie als Kleinhändler, Taxifahrer etc. tätigen Bevölkerung ist berberischer Abstammung. Führende Positionen in Wirtschaft, Handel und Verwaltung sowie im Bank-, Gesundheits- und Bildungswesen liegen in den Händen der arabisch-stämmigen Bevölkerungsminderheit. Untereinander wird meist Marokkanisch-Arabisch gesprochen.

## Wirtschaft
Die Einwohner der Stadt leben im Wesentlichen vom Kleinhandel und vom Handwerk. Die beiden wichtigsten Arbeitgeber sind die Phosphatindustrie und der etwa 10 km südlich der Stadt gelegene Luftwaffenstützpunkt Ben Guerir Airbase. Viele Männer arbeiten überdies in den Küstenstädten im Westen und Norden Marokkos oder aber in Europa. Durch ihren im Jahre 2009 erhaltenen Status als Provinzhauptstadt wurden auch Arbeitsplätze in der Verwaltung geschaffen; darüber hinaus existieren mehrere staatliche und private Bildungseinrichtungen.

## Geschichte
Im Mittelalter und später dürfte es sich – wenn überhaupt – nur um einen kleinen Marktflecken gehandelt haben, der sich während der französischen Kolonialzeit und nach der Unabhängigkeit Marokkos (1956) zu einer Kleinstadt fortentwickelte. Einen enormen Bevölkerungsanstieg erfuhr die Stadt seit den 1970er Jahren durch Zuwanderung von Berberfamilien aus den umliegenden Dörfern. Nach der Neuschaffung der Provinz Rehamna im Jahr 2009 wurde Ben Guerir Provinzhauptstadt.

## Sehenswürdigkeiten
- In der weitgehend neuen Stadt gibt es keinerlei historisch oder kulturell bedeutsame Sehenswürdigkeiten.

Umgebung
- In der Umgebung gibt es noch von Stampflehmmauern umschlossene Berberdörfer.

## Persönlichkeiten
- Sofia Ennaoui (* 1995), polnische Mittelstreckenläuferin